# Zofia Rościszewska
Zofia Rościszewska, po wojnie Zofia Kamińska, pseud. „Róża”, „Siostra Róża” (ur. ok. 1918, zm. przed 1949) – studentka fizyki, sanitariuszka w powstaniu warszawskim.

## Życiorys
Przed II wojną światową była studentką fizyki w Warszawie. W czasie okupacji prowadziła tajne komplety. Mieszkając przy ul. Zakroczymskiej organizowała również kursy przygotowawcze do powstania zbrojnego.
W czasie powstania warszawskiego, pełniąc funkcję sanitariuszki, przeszła szlak bojowy Wola – Stare Miasto – kanałami do Śródmieścia – Górny Czerniaków – kanałami na Mokotów i Lasy Kabackie. Służyła kolejno w Batalionie „Miotła”, Batalionie „Pięść” (2 kompania, pluton „Pionka”). Od 6 sierpnia – w Batalionie „Czata 49” (pluton „Ruskiego”, pluton „Jędrasa”, pluton „Marka”), gdzie była kierowniczką stałego punktu sanitarnego. Wraz z sierż. Marianem Kamińskim „Pionkiem” (dowódcą plutonu w batalionie „Pięść”), przedarła się w nocy z 24 na 25 września 1944 roku do Lasów Kabackich. Służyła w Kedywie w Obwodzie VII „Obroża” powiatu warszawskiego.
Po wrześniu 1944 roku wyszła za Mariana Kamińskiego „Pionka”. Zmarła przed 1949 rokiem.

## Odznaczenia
- Krzyż Srebrny Orderu Virtuti Militari – odznaczona rozkazem Dowódcy Armii Krajowej nr 412 z dnia 9 września 1944 roku. Dowódca batalionu „Czata 49” we wniosku odznaczeniowym z 4 września 1944 roku pisał: Jako kierowniczka stałego punktu sanitarnego przy „Czacie” wykazała wybitne męstwo przy udzielaniu pomocy rannym, między innymi w czasie bombardowania i walenia się domu, w którym znajdował się szpitalik. Z poświęceniem pracowała przy ewakuacji rannych ze Starego Miasta. Przebywała z żołnierzami na placówce i wielokrotnie po opatrzeniu rannego, z rewolwerem w ręku zajmowała jego posterunek broniąc przejścia npla[1]. W 2011 roku kapituła Orderu Wojennego Virtuti Militari potwierdziła nadanie Krzyża Srebrnego Zofii Rościszewskiej[5].
- Krzyż Walecznych – nadany przez Dowódcę Armii Krajowej rozkazem z dnia 21 sierpnia 1944 roku. L. 515/I poz. 112. Dowódca batalionu „Czata 49” we wniosku odznaczeniowym z 17 sierpnia 1944 roku pisał: Bierze udział w każdej akcji plutonu. Jest zawsze w pierwszej linii. Największy ogień nie jest dla niej przeszkodą[1].